# Rajdowy Puchar Pokoju i Przyjaźni 1987
Rajdowy Puchar Pokoju i Przyjaźni 1987 kolejny sezon serii rajdowej Rajdowego Pucharu Pokoju i Przyjaźni (CoPaF) rozgrywanej w krajach socjalistycznych w roku 1987. Sezon ten składał się z pięciu rajdów i rozpoczął się 26 marca, a zakończył 5 lipca, indywidualnie najlepszym zawodnikiem był Czechosłowak Pavel Sibera, a drużynowo wygrała ekipa ZSRR.

## Kalendarz[1]
| Runda | Data           | Nazwa rajdu           | Baza rajdu  | Nawierzchnia | Zwycięzca              | Wyniki |
| ----- | -------------- | --------------------- | ----------- | ------------ | ---------------------- | ------ |
| 1     | 26-28 marca    | 27. Rajd Pneumant     | Berlin      | Mieszana     | Nikolay Bolshikh       | Wyniki |
| 2     | 24-26 kwietnia | 14. Rajd Mogürt-Salgó | Salgotarjan | Mieszana     | Pavel Sibera           | Wyniki |
| 3     | 9-11 maja      | 18. Rajd Złote Piaski | Albena      | Mieszana     | Georgi Petrow          | Wyniki |
| 4     | 12-14 czerwca  | 22. Rajd Dunaju       | Sibiu       | Szuter       | Vallo Soots            | Wyniki |
| 5     | 3-5 lipca      | 44. Rajd Polski       | Wrocław     | Asfalt       | Andrzej Koper          | Wyniki |
| 6     | 3-5 lipca      | 44. Rajd Polski gr. B | Wrocław     | Asfalt       | Eugenijus Tumalevičius | Wyniki |

1. ↑  Zwycięzcą klasyfikacji generalnej 18. Rajdu Złote Piaski był Belg Patrick Snijers, Georgi Petrow wygrał klasyfikację CoPaF, która była ograniczona do 21 z 28 odcinków specjalnych.
2. ↑  Zwycięzcą klasyfikacji generalnej 22. Rajd Dunaju był Rumun Ludovic Balint, Vallo Soots wygrał klasyfikację CoPaF.
3. ↑  Zwycięzcą klasyfikacji generalnej 44. Rajdu Polski był Węgier Attila Ferjáncz, Andrzej Koper w klasyfikacji generalnej zajął drugie miejsce, a wygrał klasyfikację CoPaF.
4. ↑  Zwycięzcą klasyfikacji generalnej 44. Rajdu Polski był Węgier Attila Ferjáncz, Eugenijus Tumalevičius wygrał klasyfikację CoPaF grupy B.

## Klasyfikacja kierowców[1]
Tabela przedstawia tylko pierwszą dziesiątkę zawodników.  
| Miejsce | Kierowca               | PNE | MOG | ZŁO | DUN | POL | POL | Pkt |
| ------- | ---------------------- | --- | --- | --- | --- | --- | --- | --- |
| 1       | Pavel Sibera           | 3   | 1   | NU  | 2   | -   | 4   | 95  |
| 2       | Georgi Petrow          | 0   | 6   | 1   | 4   | -   | 6   | 79  |
| 3       | Nikolay Bolshikh       | 1   | 5   | -   | 6   | -   | -   | 62  |
| 4       | Vallo Soots            | 2   | NU  | NU  | 1   | -   | -   | 55  |
| 5       | Václav Blahna          | NU  | NU  | 2   | 7   | -   | 7   | 53  |
| 6       | Ilmar Raissar          | 5   | -   | 4   | -   | -   | 5   | 53  |
| 7       | Zdeněk Pipota          | 4   | NU  | 9   | 5   | -   | NU  | 48  |
| 8       | Joel Tammeka           | -   | 3   | -   | -   | -   | 2   | 46  |
| 9       | Eugenijus Tumalevičius | -   | -   | 6   | -   | -   | 1   | 45  |
| 10      | Jan Trajbold st.       | 6   | 7   | 7   | -   | -   | NU  | 43  |

## Klasyfikacja zespołowa[2]
| Miejsce | Zespół | Punkty |
| ------- | ------ | ------ |
| 1       | ZSRR   |        |